# Kanton Les Basses Plaines de l'Aude
Les Basses Plaines de l'Aude ( tot 2015 kanton Coursan ) is een kanton van het Franse departement Aude. Het kanton maakt deel uit van het arrondissement Narbonne.
De naam werd op 1 januari 2016 gewijzigd bij toepassing van het decreet van 27 december 2015.

## Gemeenten
Het kanton Coursan omvatte tot 2014 de volgende 7 gemeenten:
- Armissan
- Coursan (hoofdplaats)
- Cuxac-d'Aude
- Fleury
- Gruissan
- Salles-d'Aude
- Vinassan

Het decreet van 21 februari 2014, met uitwerking op 22 maart 2015, heeft de gemeente Gruissan overgeheveld naar het  kanton Narbonne-2.